# Ярослав Абрамов-Неверлі
Ярослав Абрамов-Неверлі (пол. Jarosław Abramow-Newerly) (народився 17 травня 1933 у Варшаві ) — польський письменник, композитор, автор пісень, радіоп'єс, журналіст .

## Життєпис
Разом із батьками проживав у 3-й колонії Варшавського житлового кооперативу в Жолібожі, в будинку на вул.Красінського 16  . У 1951 році закінчив середню школу ім. Болеслава Лімановського у Варшаві. У 1951−1955 роках вивчав польську філологію у Варшавському університеті . У 1955 році отримав ступінь магістра. Був одним із співзасновників (1954) Студентського театру сатири (СТС), для якого писав етюди та пісні, там же дебютував як актор. СТС діяла до 1969 року.
Був також співзасновником (1956) і головним редактором тижневика «Od Nowa» . У 1957 році був членом редколегії журналу «Walka Młodych». Того ж року був також членом Молодіжної редакції Польського радіо. У 1958-1959 роках як журналіст і репортер Tygodnik Polski жив у Парижі.
У 1960-1966 роках завідував Редакцією молодіжного радіотеатру в Головній редакції літературних передач Польського радіо. У 1962 році став членом Спілки польських письменників, а в 1965 році — польського ПЕН-клубу. Він є членом Асоціації польських письменників та Асоціації співробітників, співробітників і друзів Польської радіомовної станції Радіо Вільна Європа імені Яна Новака-Єзоранського.
У 1970-1972 роках був літературним керівником Народного Театру у Варшаві . У 1973 році став секретарем правління Клубу польських драматургів при Спілці польських письменників (СПП). Належав до СПП до її розпуску в 1983 р. 23 серпня 1980 р. приєднався до заклику 64 науковців, письменників і публіцистів до комуністичної влади про діалог із страйкуючими робітниками . У Торонто з 1986 р. співпрацював із польською діаспорою «Związkowiec» (між іншим, під псевдонімом «Мар’ян Радомський», серія колонок під заголовком Zdzich у Канаді, згодом опублікований у формі книги). У 1988-2000 роках був головним редактором цього журналу.

### Особисте життя
Він є сином письменника Ігоря Неверлі та актриси Барбари, уродженої Ярецької  . Був одружений з актрисою Іреною Щуровською  . З середини 1980-х років жив у Варшаві та Торонто, де його наступна дружина Ванда (померла 17 квітня 2016 року в Торонто) отримувала стипендію.

## Творчість
Дебютував 1955 року в 5-му номері тижневика «Szpilki» як сатирик. Його першою збіркою була «Мислення має колосальне майбутнє» (1957), у якій були сатири, монологи та етюди, написані для СТС. У сатиричних одноактних п'єсах (часто адаптованих для радіо) він розповідає про соціальні міфи та зміни звичаїв - до них відноситься, наприклад, Інвентар, поставлений у 1964 році як триптих, опублікований у підбірці Аукціон (1964), розділі Аукціон («Діалог» 1961/12), «Смерть через роки», «Великий коханець» і комедія «Дузе Брайт», написана разом з Анджеєм Ярецьким (поставлена в 1962, опублікована в 1965). П'єса «Ангел на вокзалі» (поставлена 1962, опублікована 1965), за яку письменник отримав нагороду ім. П'єтака, починаючи від простого анекдоту, переходить до загальних роздумів про відносність істини та світу. Ця вистава поєднує авангардні тенденції з польськими вертепними традиціями, а також базується на формулі театру в театрі.
Протистояння традицій і сучасності розглядається в «Дербі в палаці» («Діалог», 1966/4, постановка 1966) і «Клік-клак» («Діалог», 1972/6, постановка 1972 ). Boulevards («Діалог» 1969/3, постановка 1969) і Darz bór («Діалог» 1974/10, постановка 1974). Реалістичний аспект цих п'єс переплітається з абсурдним гумором.
Ярослав Абрамов-Неверлі є також автором радіоп’єс, текстів і музики до пісень, у т.ч. Пісня про окуляри (виконують, зокрема, Тадеуш Ломніцький, Слава Пшибильська, Зофія Куцовна та Анна Марія Йопек ), Богдане, тримайся (твір, написаний і створений для Богдана Лазуки), Бачиш, мала (співають Слава Пшибильська та Адріанна Biedrzyńska ),  Я пожартувала (співає Iga Cembrzyńska ).
Абрамов-Неверлі також є автором п’єс і телешоу, композитором (включно з музикою на тексти Агнєшки Осецької). Зібрані видання його творів включають Драми (1975), What Are You Report? (1977, сатири) і «П’ять хвилин слави» (1978, радіоп’єси). Також є переклади на декілька мов.

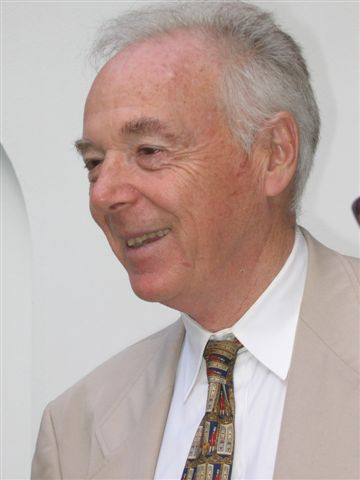
Ярослав Абрамов-Неверли; Варшава, 29 червня 2006 року.

### Публікації
- проза
  - 1964 - Торги
  - 1977 - Що ви повідомляєте? , Варшава, Czytelnik, 1977
  - 1978 - П'ять хвилин слави
  - 1979 - Стрибни через себе
  - 1990 - Союзники, Білосток, «Версус», 1990 [5] ,ISBN 83-7045-011-3
  - 1991 – Пан Здзіч у Канаді, Wydawnictwo Polonia, 1991 [6] ,ISBN 83-7021-146-1
  - 1995 – Пішохідний міст через Атлантику, Wydawnictwo Dolnośląskie, 1995 [7]
  - 2000 рік
    - Ми роздули бурю, Варшава, Твій Стиль [8] ,ISBN 83-7163-171-5
    - Леви мого двору, Варшава, Твій стиль [9] [10]

  - 2002 – Млин у пекарні, Варшава, Rosner & Wspólnicy, 2002 [11] ,ISBN 83-89217-00-7
  - 2003 – Lions Unleashed, Варшава, Rosner & Partners, 2003 [12] ,ISBN 83-89217-25-2
  - 2005 – STS Lions, Варшава, Rosner & Partners, 2005 [13] ,ISBN 83-89217-64-3
  - 2009 - Патент на життя, Варшава, Rosner & Partners, 2009 [14] ,ISBN 978-83-60336-35-9
  - 2016 - У тіні паризької культури, Варшава, Wydawnictwo MG, 2016 [15] ,ISBN 978-83-7779-306-0

- драми
  - 1966 - Дербі в палаці
  - 1967 – Ангел на вокзалі [16]
  - 1972 - Клік-клак
  - 1974 - Дарз Бор [17]
  - 1975 – Dramaty, Варшава, Національний видавничий інститут, 1975 [18]
  - 1984 – Маестро, Варшава, Чительник [19] ,ISBN 83-07-01229-5, поставлений Казімежом Деймеком в Польському театрі у Варшаві з Ігнацієм Маховським у головній ролі
  - Дно раю (музичне лібрето) [20]

- радіо п'єси
  - 1979 – Bajadera, Варшава, Видавництво радіо і телебачення, 1979,ISBN 83-212-0010-9
  - 1984 - Варшавський соловей

- музичний
  - 1958 – Есмеральда, або романтично-кримінальна казка, світова прем’єра в STS 1958

- телевізійні шоу
  - 1960 – Щоденні обітниці, телешоу за мотивами Душана Роксандіча Обережно з шлюбом

### Писав пісні
- Богдане, бережи себе
- Гадаю, так (співавтор Земовіт Федецький )
- А там був пляж
- Менеджер кінотеатру (співавтор Анджей Ярецький )
- Хороший кіоск, я одна
- Кохання в провінції
- Я пожартувала (слова Агнєшки Осецької )
- Красиві дівчата на екранах
- Пісня про окуляри (слова Агнешки Осєцької)
- В суботу
- Бачиш, дитинко (слова Агнешки Осєцької)
- Пошукай мене (слова Агнешки Осєцької)

## Ордени та нагороди
- 1965 — Премія ім. Станіслава П’єтака за виставу «Янгол на вокзалі»
- 1967 — Премія ім. Косцельських за п’єси «Ангел на вокзалі» та «Дербі в палаці»
- 2001 – Літературна премія ім. Владислава Реймонта [21]
- кілька нагород Польського радіо за радіодрами
- 2003 – Офіцерський хрест Ордена Відродження Польщі ( за видатні заслуги в радіодіяльності ) [22]

## Зовнішні посилання
- Інтерв'ю з письменником на сторінках Полського Радіо (пол.)
- Jarosław Abramow-Newerly – публікації у бібілотеці Polona(пол.)